# دردور هائلة

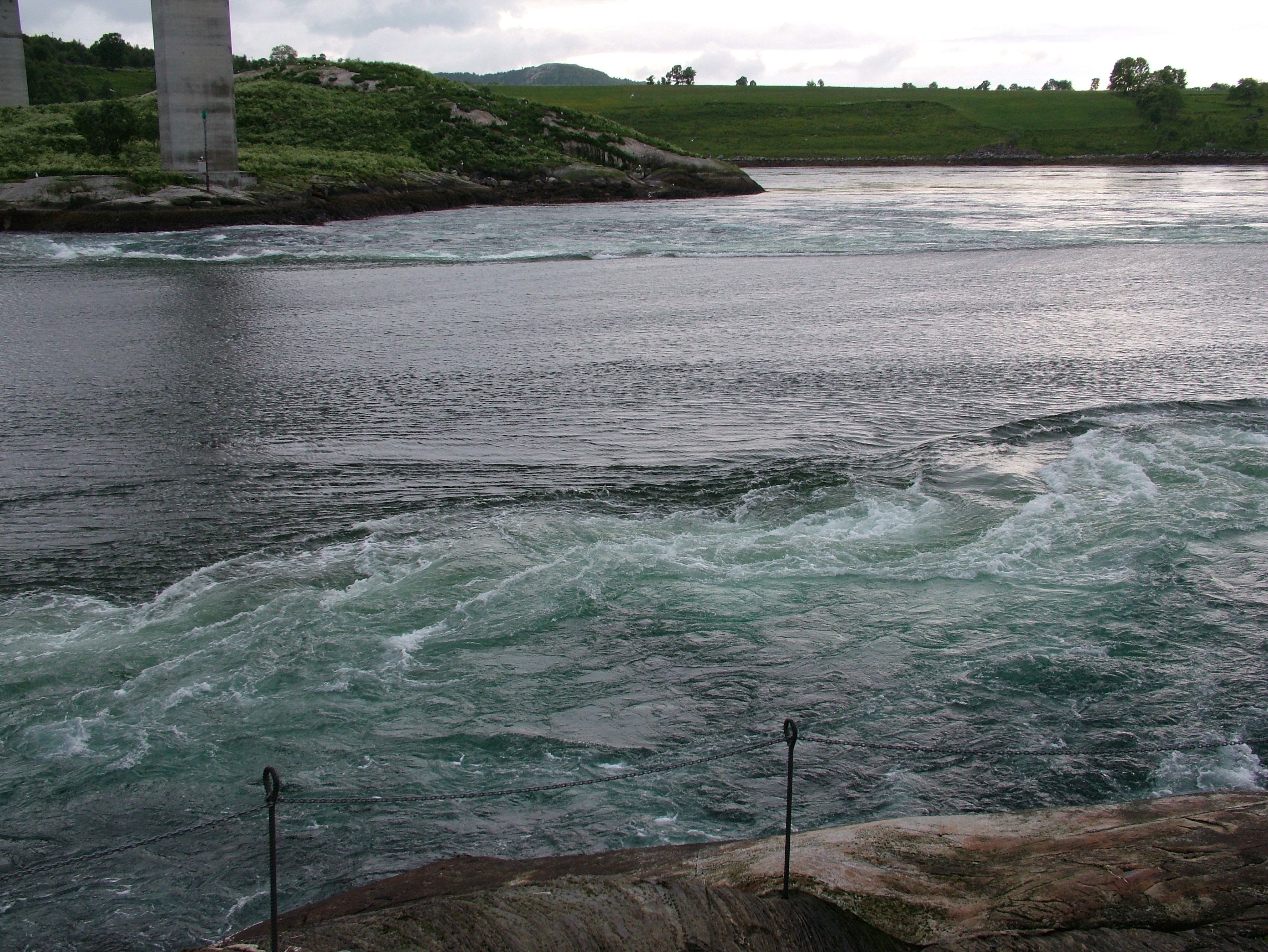
دردور هائلة

الدُّردُور الهائلة هي دوامة ماء قوية جداً، وتختلف عن الدردور في مدى قوتها .وخطيره جدا حيث انها تقوم بسحب المغرق ألي اسفل في اعماق المياه